# Herrmann Nunatak
Herrmann Nunatak är en nunatak i Antarktis. Den ligger i Västantarktis. Inget land gör anspråk på området. Toppen på Herrmann Nunatak är 997 meter över havet.
Terrängen runt Herrmann Nunatak är platt, och sluttar söderut.  Trakten är obefolkad. Det finns inga samhällen i närheten.